# چبیکو
چبیکو (به لاتین: Trzebicko) یک سکونتگاه مسکونی در لهستان است که در Gmina Cieszków واقع شده‌است.